# Люди доброй воли

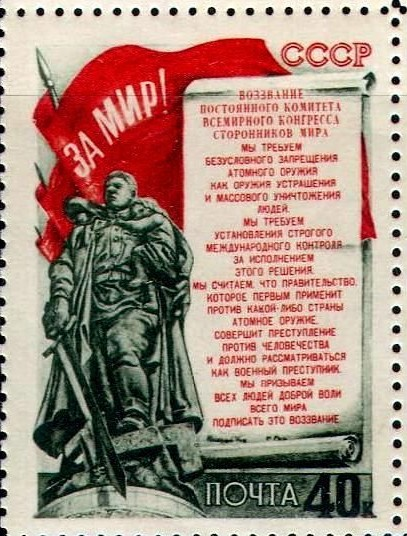
Почтовая марка Союза ССР, 1951 года, с началом текста Стокгольмского воззвания.

Лю́ди до́брой во́ли — крылатoe выражение в русском и других языках, восходящее к греч. ἐπὶ γῆς εἰρήνη ἐν ἀνθρώποις εὐδοκία (лат. in terra pax hominibus bonae voluntatis, в русском синодальном переводе: «…на земле мир, в человеках благоволение») — выражению из Евангелия Лк. 2:14, используемому для совокупного наименования людей, которые, повинуясь Божией воле, руководствуются в своей жизни добрыми, то есть искренними, чистыми намерениями. 
Употреблялось в России ещё в XIX веке; новая волна его популярности в СССР была связана с употреблением в тексте Стокгольмского воззвания (1950 год). За рубежом продолжает употребляться в общественно-политическом контексте одновременной адресации к гражданам одной или многих стран.

## Происхождение и употребление
В странах, где распространены переводы богослужебных текстов на современные языки, сочетание «люди доброй воли» уже на слух ассоциируется с первоисточником — Новым Заветом, а также с первыми словами великого славословия («Gloria in Excelsis Deo»). Ср.:
- лат. Gloria in excélsis Deo et in terra pax homínibus bonae voluntátis
- англ. Glory to God in the highest, and on earth peace to people of good will
- фр. Gloire à Dieu, au plus haut des cieux, et paix sur la terre aux hommes de bonne volonté

В переводе Бальмонта («Pax hominibus bonae voluntatis», 1904): «Мир на земле, мир людям доброй воли». 
Однако в греческом оригинале текста Евангелия и великого славословия вместо двух слов — добрая воля — употребляется одно (εὐδοκία), традиционно переводимое на церковнославянский и на русский языки калькой «благоволение», поэтому словосочетание «люди доброй воли» уже может не вызывать ассоциации с первоисточником:
- греч. Δόξα ἐν ὑψίστοις Θεῷ καὶ ἐπὶ γῆς εἰρήνη ἐν ἀνθρώποις εὐδοκία
- ц.-сл.Слава в вышних Богу, и на земли мир, в человецех благоволение
- рус. Слава в вышних Богу, и на земле мир, в человеках благоволение (синодальный перевод),

или рус. Слава в вышних Богу и на земле мир, людям Его благоволения
Когда в конце XIX века В. С. Соловьёв — философ и прекрасный знаток богословской литературы — писал:

если бы даже люди доброй воли были каким-нибудь чудом охранены от истребления со стороны худших людей, сами эти добрые люди оказались бы очевидно недостаточно добрыми, если бы могли предлагать только хорошие слова своим терзающим друг друга худшим собратьям…— Соловьёв В. С. Оправдание добра. — 1896.
Для знающих Новый Завет было очевидно, что автор полемизирует именно относительно тех «людей доброй воли», которые в процитированных выше текстах фигурируют как англ. people of good will (иногда men of good will), фр. hommes de bonne volonté и т. п.

### На Всемирном конгрессе сторонников мира
23 апреля 1949 года в своем заключительном слове на Первом всемирном конгрессе сторонников мира в Париже Илья Эренбург использовал данное выражение:

Мы обращаемся с этим призывом <…> ко всем людям доброй воли, будь они марксисты или кантианцы, католики или свободомыслящие.

### В Стокгольмском воззвании
Среди всех фразеологизмов Священного Писания, характеризующих добропорядочных, смиренных и т. п. людей Фредерик Жолио-Кюри, составляя Стокгольмское воззвание, использовал именно «людей доброй воли», так как именно в этой общеизвестной (для всех верующих) цитате качество «добрая воля» стоит в непосредственной связке с понятием «мир» — борьбе за который и посвящалось это воззвание 1950 года. После того как воззвание было подписано, выражение «люди доброй воли» продолжало использоваться в материалах Всемирного Совета мира, в прессе и в литературе как один из синонимов понятия «борцы за мир во всём мире».

## Ошибочная интерпретация происхождения
Сборник «Крылатые слова», к подготовке которого Н. С. и М. Г. Ашукины приступили после войны, на волне снятия прежних запретов на «религиозную пропаганду» (сборник вышел в 1955 году), содержал много библейских и евангельских выражений. Авторы обычно не только указывали в нём церковное происхождение того или иного оборота, но и давали точную ссылку на главу и стих. Однако, в случае фразы «люди доброй воли» составители ограничились цитатами из газеты «Правда» за 1 и 10 апреля 1950 года по поводу «Стокгольмского воззвания».
В 1998 году В. М. Мокиенко и Т. Г. Никитина заимствовали фразеологизмы, собранные Ашукиными, вместе с примерами из советской печати, и скомпоновали на этой основе антисоветский по замыслу и названию сборник «Толковый словарь языка Совдепии». При этом составители занесли фразеологизм «люди доброй воли» в разряд «идеологических штампов советской пропаганды», не отметив ни его евангельского происхождения, ни современной практики словоупотребления в западных странах. Аналогично В. М. Мокиенко трактовал выражение и в издании «Словаря русской фразеологии».

## Современное использование

### Деятели церкви
Обращение к людям доброй воли активно продолжают использовать религиозные деятели — так же, как и Жолио-Кюри апеллирующие к полному контексту первоисточника, соотносящего этих людей с борцами за мир. Через 13 лет после Стокгольмского воззвания этот же парафраз использовал папа римский Иоанн XXIII в энциклике 1963 года Pacem in Terris («Мир на земле»). Говоря о посмертном присвоении Джону Кеннеди награды «Pacem in Terris», напоминается, что

Она была названа в честь энциклики папы Иоанна XXIII, призвавшего всех людей доброй воли обеспечить мир между народамиОригинальный текст (англ.)It was named after a 1963 encyclical letter by Pope John XXIII that calls upon all people of goodwill to secure peace among all nations.
За непродолжительное время папа Бенедикт XVI обращался к людям доброй воли дважды, в первой и третьей энцикликах:

Папа Бенедикт XVI опубликовал свою третью энциклику, или письмо к епископам и миру — где он обращается ко всем «людям доброй воли» по поводу проблем…Оригинальный текст (англ.)Pope Benedict XVI published his third «encyclical» or letter to the bishops and the world — he specifies «all people of good will» on the subject of integral «human development in charity and truth».— Charles Cameron. «All people of good will»

### Философы и политики
Мы также собрались, чтобы снова подтвердить нашу решимость, не только как друзей и союзников американского народа, но и как граждан мира, поддерживать войну с терроризмом. Терроризм является врагом всех людей доброй воли.Оригинальный текст (англ.)But we also gather to reaffirm our commitment both as friends and allies of the people of the United States but also as citizens of the world, to maintain the fight against terrorism. Terrorism is the enemy of all people of goodwill.— Премьер-министр Австралии Джон Ховард. Речь 12 сентября 2006 года в память событий 11 сентября
В 1997 году Доналд Хамилтон в книге «Разум человечества» опубликовал размышления на общецивилизационную тематику. Свой рациональный призыв, вытекающий из его работы, он сформулировал в форме призыва к людям доброй воли:

Пришли времена, когда казалось, что люди доброй воли уже исчезли… Куда ушли люди доброй воли?… К счастью, наша страна была создана людьми доброй воли, которые руководствовались позитивными революционными концепциями философов прошедших эпох…Оригинальный текст (англ.)There are times when People of Goodwill seem to disappear altogether… Where had the People of Goodwill gone?… Fortunately, our country was created by People of Goodwill who used the revolutionary positive concepts of the great philosophers of the past ages.— Hamilton, Donald L. «People of Goodwill» (cf: The Mind of Manking…, 1997)

## Послы доброй воли
Различные организации, в том числе такие, как ЮНЕСКО или ЮНИСЕФ, используют так называемых послов доброй воли. В основном, это различные знаменитости, работающие на пользу организации, использующие свою известность для привлечения внимания к каким-то проблемам.

## Люди доброй воли в искусстве
20-томная эпопея Жюля Ромена «Люди доброй воли» (Les Hommes de bonne volonte, 1932—1947), посвящена событиям во Франции в период с 1908 по 1933 год.